# اکوک (آلاسکا)
اکوک (به انگلیسی: Ekuk) شهرکی در ناحیه سرشماری دیلینگهام، آلاسکا ایالت آلاسکا است که جمعیت آن در سرشماری سال ۲۰۰۰ میلادی ۲ نفر بوده‌است.